# 須坂佳祐
須坂 佳祐（すざか けいすけ、1992年3月2日 - ）は、長野県千曲市出身の元ハンドボール選手で、ハンドボール指導者。現役時代は日本ハンドボールリーグの北陸電力に所属し、2023年からは福井永平寺ブルーサンダーの専任監督を務める。

## 経歴
中部大学時代は2011年に日本代表U-22の強化合宿に参加。
2013年に第1回U-22東アジア選手権の日本代表に選ばれた。
2014年1月に日本ハンドボールリーグの北陸電力へ加入。
2015-16年シーズンから主将に就任。
現役後期にはコーチ兼任となり、さらに2022-2023年シーズンは兼任監督を務めた。
北陸電力は2022-2023シーズンを最後に廃部・解散となり、2023年3月の解散式では、ファンに挨拶をおこなった。福井永平寺ブルーサンダーは2023年4月に発足して引き続き監督を務めるが、選手兼任のない専任監督となっている。

## 詳細情報

### 年度別成績
| 年       | チーム   | 試合 | フィールド 得点 | 率   | 7m    | 合計    | 警告 | 退場 | 失格 |
| -------- | -------- | ---- | --------------- | ---- | ----- | ------- | ---- | ---- | ---- |
| 2013-14  | 北陸電力 | 2    | 3/6             | .500 | 0/0   | 3/6     | 0    | 0    | 0    |
| 2014-15  | 北陸電力 | 11   | 46/110          | .418 | 8/13  | 54/123  | 4    | 2    | 0    |
| 2015-16  | 北陸電力 | 16   | 54/136          | .397 | 2/4   | 56/140  | 5    | 4    | 0    |
| 2016-17  | 北陸電力 | 16   | 50/131          | .382 | 0/0   | 50/131  | 3    | 5    | 0    |
| 2017-18  | 北陸電力 | 23   | 7/18            | .389 | 0/0   | 7/18    | 9    | 7    | 0    |
| 2018-19  | 北陸電力 | 24   | 3/5             | .600 | 29/34 | 32/39   | 8    | 7    | 0    |
| JHL：6年 | JHL：6年 | 92   | 163/406         | .401 | 39/51 | 202/457 | 29   | 25   | 0    |

- 各年度の太字はリーグ最高

### 記録

#### 日本ハンドボールリーグ
- フィールドゴール初得点：2014年2月16日、対琉球コラソン戦（沖縄市体育館）[9]
- 7mスロー初得点：2014年11月9日、対湧永製薬戦（浦添市民体育館）[10]

### 背番号
- 7 (2014年 - 2022年)

## 代表歴

### 日本代表U-22
- U-22東アジア選手権 (2013年)